# لوکس کاسیدی
لوکس کاسیدی (انگلیسی: Lux Kassidy) ، (زاده ۱۷ مه ۱۹۸۵) یک مدل شهوانی آمریکایی و بازیگر پورنوگرافی است.
قبل ازحرفه مدل شهوانی، کاسیدی در یک دفتر املاک و مستغلات، یک رستوران و مطب دکتر کار میکرد.